# 国土交通大臣指定に基づく高規格幹線道路（一般国道の自動車専用道路）
国土交通大臣指定に基づく高規格幹線道路（一般国道の自動車専用道路）（こくどこうつうだいじんしていにもとづくこうきかくかんせんどうろ（いっぱんこくどうのじどうしゃせんようどうろ））とは、日本の高規格幹線道路の1つであり、B路線とも言われる。 
1987年（昭和62年）6月26日の道路審議会答申を受け、第四次全国総合開発計画（四全総）によって高規格幹線道路網が定められた。高規格幹線道路は既に規定されている国土開発幹線自動車道等（約7,600 km）、本州四国連絡道路（約180 km）、及びこれらに接続する新たな路線（約6,220 km）を合わせた約14,000 kmの道路からなる。新たな路線の内、約3,920 kmが国土開発幹線自動車道に指定され、残りの約2,300 kmが国土交通大臣指定に基づく高規格幹線道路（一般国道の自動車専用道路）とされた。
一部の路線では一般国道ではなく、都道府県道や市町村道の一部が国土交通大臣指定に基づく高規格幹線道路（一般国道の自動車専用道路）となっているケースもある。

## 一覧
| 高速道路ナンバリング | 路線名                                  | 起点     | 終点     | 国道路線名                  | 自動車専用道路路線名 |
| -------------------- | --------------------------------------- | -------- | -------- | --------------------------- | --- |
| E63                  | 日高自動車道                            | 苫小牧市 | 浦河町   | 国道235号                   | 苫東道路、厚真門別道路、門別厚賀道路、厚賀静内道路、静内三石道路 |
| E62                  | 深川・留萌自動車道                      | 深川市   | 留萌市   | 国道233号                   | 深川沼田道路、沼田幌糠道路、幌糠留萌道路 |
| E39                  | 旭川・紋別自動車道                      | 旭川市   | 紋別市   | 国道450号                   | 旭川愛別道路、愛別上川道路、上川上越道路、上越白滝道路、白滝丸瀬布道路、丸瀬布遠軽道路、遠軽上湧別道路 |
| E60                  | 帯広・広尾自動車道                      | 帯広市   | 広尾町   | 国道236号                   | 帯広川西道路、川西中札内道路、中札内大樹道路、大樹広尾道路 |
| E59                  | 函館・江差自動車道                      | 函館市   | 江差町   | 国道228号                   | 函館茂辺地道路、茂辺地木古内道路 |
| E64                  | 津軽自動車道                            | 青森市   | 鰺ヶ沢町 | 国道101号                   | 浪岡五所川原道路、五所川原西バイパス、柏浮田道路、鰺ヶ沢道路 |
| E6 / E45             | 三陸縦貫自動車道 （三陸沿岸道路）       | 仙台市   | 宮古市   | 国道45号                    | 仙塩道路、仙台松島道路、矢本石巻道路、桃生登米道路、登米志津川道路、南三陸道路、歌津本吉道路、本吉気仙沼道路、気仙沼道路、唐桑道路、唐桑高田道路、高田道路、大船渡三陸道路、吉浜道路、吉浜釜石道路、釜石山田道路、山田道路、山田宮古道路、宮古道路、宮古田老道路 |
| E45                  | 八戸・久慈自動車道 （三陸沿岸道路）     | 八戸市   | 久慈市   | 国道45号                    | 八戸南環状道路、八戸南道路、洋野階上道路、久慈北道路、久慈道路 |
| C4 / E66             | 首都圏中央連絡自動車道                  | 横浜市   | 木更津市 | 国道468号                   | 横浜環状南線、横浜湘南道路、新湘南バイパス（現道強化当面活用区間）、さがみ縦貫道路、首都圏中央連絡自動車道、千葉東金道路（現道強化当面活用区間）、東京湾横断・木更津東金道路                                                                                     |
| E67                  | 中部縦貫自動車道                        | 松本市   | 福井市   | 国道158号                   | 松本波田道路、安房峠道路、高山東道路、高山清見道路、油坂峠道路、大野油坂道路、永平寺大野道路 |
| E41                  | 能越自動車道                            | 砺波市   | 輪島市   | 国道470号                   | 高岡砺波道路、氷見高岡道路、七尾氷見道路、田鶴浜七尾道路、田鶴浜道路、穴水道路、輪島道路 |
| E70                  | 伊豆縦貫自動車道                        | 沼津市   | 下田市   | 国道1号 国道136号 国道414号 | 東駿河湾環状道路、修善寺道路（現道活用区間）、天城北道路、天城峠道路、河津下田道路 |
| E69                  | 三遠南信自動車道                        | 飯田市   | 浜松市   | 国道474号                   | 飯喬道路、小川路峠道路、青崩峠道路、水窪佐久間道路、佐久間道路、三遠道路 |
| C3                   | 東海環状自動車道                        | 四日市市 | 豊田市   | 国道475号                   | 東海環状自動車道 |
| E24                  | 京奈和自動車道                          | 京都市   | 和歌山市 | 国道24号                    | 京奈道路、大和北道路、大和御所道路、五條道路、橋本道路、紀北東道路、紀北西道路 |
| E2 / E28             | 西神自動車道                            | 神戸市   | 三木市   | 国道28号                    | 西神道路、山陽自動車道 |
| E9                   | 京都縦貫自動車道                        | 京都市   | 宮津市   | 国道478号                   | 京都第二外環状道路、京都丹波道路、丹波綾部道路、綾部宮津道路 |
| E72                  | 北近畿豊岡自動車道                      | 丹波市   | 豊岡市   | 国道483号                   | 春日和田山道路、遠阪トンネル、和田山八鹿道路、八鹿日高道路、日高豊岡南道路、豊岡道路 |
| E76                  | 尾道・福山自動車道                      | 尾道市   | 福山市   | 国道2号                     | 松永道路 |
| E75                  | 東広島・呉自動車道                      | 東広島市 | 呉市     | 国道375号                   | 東広島呉自動車道 |
| E76                  | 今治・小松自動車道                      | 今治市   | 西条市   | 国道196号                   | 今治道路、今治小松道路 |
| E55                  | 高知東部自動車道                        | 高知市   | 安芸市   | 国道55号                    | 高知南国道路、南国安芸道路 |
| E35                  | 西九州自動車道                          | 福岡市   | 武雄市   | 国道497号                   | 福岡高速5号線、今宿道路、唐津道路、唐津伊万里道路、伊万里道路、伊万里松浦道路、松浦佐々道路、佐々佐世保道路、佐世保道路、武雄佐世保道路 |
| E3A                  | 南九州西回り自動車道 （南九州自動車道） | 八代市   | 鹿児島市 | 国道3号                     | 八代日奈久道路、日奈久芦北道路、芦北出水道路、出水阿久根道路、阿久根川内道路、川内隈之城道路、川内道路、鹿児島道路 |
| E58                  | 那覇空港自動車道                        | 那覇市   | 西原町   | 国道506号                   | 小禄道路、豊見城東道路、南風原道路 |